# Дијана Дербин
Дијана Дербин (енгл. Deanna Durbin) била је канадска глумица и певачица, најпознатија по улогама у холивудским мјузиклима 30-их и 40-их година 20. века. По гласовним могућностима била је лирски сопран и често је у филмовима певала популарне класике и оперске арије. Први пут се појавила на филму уз Џуди Гарланд 1936. у кратком остварењу „Сваке недеље“, а затим је потписала уговор са студијом „Јуниверсал“.
Године 1938, када је имала 17 година, заједно са Микијем Рунијем, освојила је награду Америчке филмске академије за „значајан допринос филму кроз улоге које оличавају дух младости“. Средином четрдесетих година постала је једна од најплаћенијих глумица у САД.
Дербинова се 1949. изненада повукла из јавног живота. Са трећим супругом се преселила на фарму у близини Париза, одлучно одбијајући филмске понуде и интервјуе.

## Филмографија
| Година | Наслов                     | Напомене               |
| ------ | -------------------------- | ---------------------- |
| 1936.  | Three Smart Girls          |                        |
| 1937.  | One Hundred Men and a Girl |                        |
| 1938.  | Mad About Music            |                        |
| 1938.  | That Certain Age           |                        |
| 1939.  | Three Smart Girls Grow Up  |                        |
| 1939.  | First Love                 |                        |
| 1940.  | It's a Date                |                        |
| 1940.  | Spring Parade              |                        |
| 1941.  | Nice Girl?                 |                        |
| 1941.  | It Started with Eve        |                        |
| 1943.  | The Amazing Mrs. Holliday  |                        |
| 1943.  | Hers to Hold               |                        |
| 1943.  | His Butler's Sister        |                        |
| 1944.  | Christmas Holiday          |                        |
| 1944.  | Can't Help Singing         | њен једини филм у боји |
| 1945.  | Lady on a Train            |                        |
| 1946.  | Because of Him             |                        |
| 1947.  | I'll Be Yours              |                        |
| 1947.  | Something in the Wind      |                        |
| 1948.  | Up in Central Park         |                        |
| 1948.  | For the Love of Mary       |                        |